# Abilio Martínez Varea

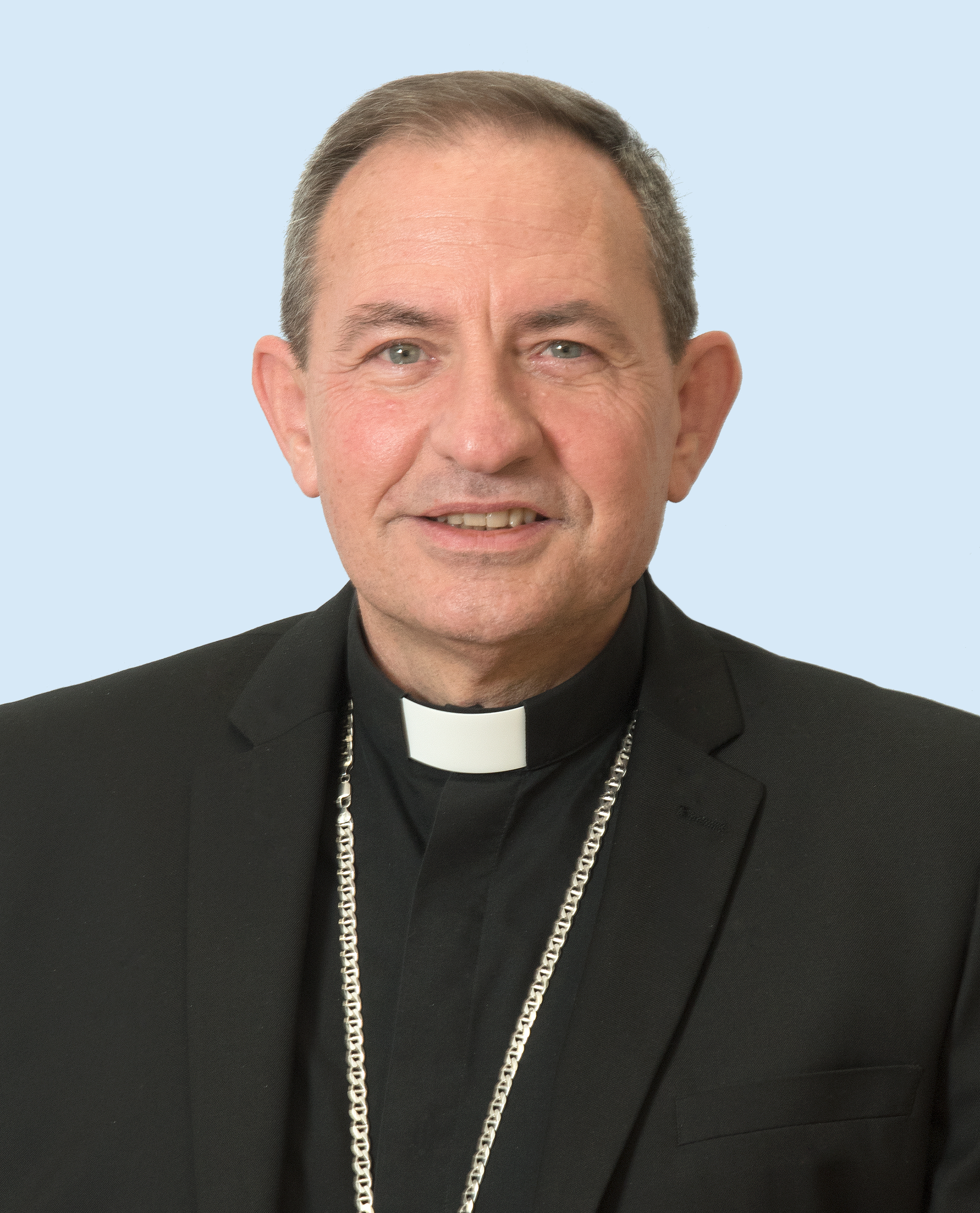
Abilio Martínez Varea

Wappen von Abilio Martínez Varea als Bischof von Osma-Soria

Abilio Martínez Varea (* 29. Januar 1964 in Autol, La Rioja, Spanien) ist ein spanischer Geistlicher und ernannter römisch-katholischer Bischof von Ciudad Real.

## Leben
Abilio Martínez Varea empfing am 30. September 1989 das Sakrament der Priesterweihe.
Am 5. Januar 2017 ernannte ihn Papst Franziskus zum Bischof von Osma-Soria. Der Erzbischof von Burgos, Fidel Herráez Vegas, spendete ihm am 11. März desselben Jahres die Bischofsweihe. Mitkonsekratoren waren der Erzbischof von Barcelona, Juan José Omella Omella, und der Bischof von Calahorra y La Calzada-Logroño, Carlos Manuel Escribano Subías.
Papst Leo XIV. bestellte ihn am 9. Juli 2025 zum Bischof von Ciudad Real.